# Río Oscuro
Río Oscuro é uma telenovela chilena produzido e exibido pelo Canal 13 desde 27 de maio de 2019.

## Enredo
Manuel (José Antonio Raffo) é um adolescente que decide fazer uma jornada espiritual nos vales do interior do Chile em busca da ayahuasca. Após o desaparecimento do adolescente, a polícia local e sua família não perdem a esperança de encontrá-lo. Devido à ineficiência da justiça em caso de desaparecimento, sua mãe, Clara (Amparo Noguera), decide ir em busca de Manuel. A mulher, perdida em uma floresta, acaba chegando a uma estranha cidade chamada "Río Oscuro", o lugar onde seu filho foi visto pela última vez. A cidade esconde uma rede de segredos perturbadores em que pessoas estranhas coexistem sob um trabalho logístico opressivo que manterá Clara alerta, que acredita que seu filho está em algum lugar no Rio Oscuro.
No caminho, ele encontra Juan (Julio Milostich), o chefe administrativo da cidade, que lhe oferece um abrigo e ajuda para encontrar Manuel. Juntamente com Juan, Clara inicia uma busca por cidades e montanhas próximas, descobrindo detalhes do passado de seu filho que a imergem em uma dimensão desconhecida da qual ela não poderá escapar. O que Clara não sabe, é que na cidade há uma casa onde mora a perversa Concepción (Claudia Di Girolamo), mãe de Juan, que com seus rituais não tem perguntas sobre tirar a vida de quem a atravessa, vai até se mexer os fios para que Clara se desvie da verdade e perca o horizonte racional através de Juan e drogas alucinógenas. Na tentativa, ele se encontrará com Rosario (Mariana Di Girolamo), uma jovem que a acompanhará no processo para encontrar a verdade, sem perceber a omissão que ela faz para recompensar tudo o que Juan e Concepción fizeram por ela. . No entanto, Clara vai descobrir que ela é realmente uma boa pessoa para confiar em encontrar seu filho Manuel.

## Elenco
- Amparo Noguera como Clara Molina
- Julio Milostich como Juan Echeverría
- Claudia Di Girolamo como Concepción Aldunate
- Mariana Di Girolamo como Rosario Correa
- José Antonio Raffo como Manuel Valdivieso
- Gabriel Cañas como Alberto Echeverría
- Marcial Tagle como Custodio Pereira
- Lorena Bosch como Rosa Mardones
- Alejandra Fosalba como Angélica López
- Katyna Huberman como Josefina Cruz
- Josefina Fiebelkorn como Adela Echeverría
- Alonso Quintero como Pedro Salgado
- Antonia Giesen como María Pereira
- Alejandro Fajardo como Claudio Baeza
- Seide Tosta como Antonia Noble
- Yohan Aguiar como Eugenio Baeza
- Mauricio Pesutic como Francisco Javier
- Álvaro Morales como Fernando García
- Hugo Medina como Eusebio Llanos
- Betsy Camino como Luisa Baeza
- Elvis Fuentes como o promotor no caso Manuel
- Gustavo Garcés como Jesús